# Хрущёво-Подлесное
Хрущёво-Подле́сное — село Данковского района Липецкой области. Входит в Баловнёвский сельсовет. Стоит в истоке реки Перехваль.

## История
Возникло в конце XVI века. В документах 1627—1628 годов говорится: «Перехваль, а Хрущево тож, за Клементием да за Васильем Борисовыми детьми Хрущева, под Романцевским лесом, на речке Перехвали».
Название — по служилым людям Хрущёвым и по местоположение около леса. Рядом, на реке Перехваль, есть также село Спешнево-Подлесное.

## Население
| 1859 | 1897  | 1906  | 2010 |
| ---- | ----- | ----- | ---- |
| 1255 | ↗1354 | ↗1815 | ↘414 |